# Синьхуа
Синьхуа́ (кит. трад. 新華社, упр. 新华社, пиньинь Xīnhuáshè, буквально: «Агентство „Новый Китай“») — официальное информационное агентство правительства Китайской Народной Республики (КНР) и крупнейший центр информации и пресс-конференций в КНР.

## История
Информационное агентство Синьхуа было создано в ноябре 1931 года, как «Красное информационное агентство Китая». С 1937 года носит нынешнее наименование.
В 1944 году было начато международное вещание на английском языке.
Штаб-квартира Синьхуа была размещена в Пекине.
На сегодняшний день новости от Синьхуа распространяются во множестве стран Азии, Ближнего Востока, Латинской Америки и Африки, где расположены его корпункты. Существуют более ста филиалов «Синьхуа».
Синьхуа освещает новости по всему миру на семи языках, включая китайский, английский, французский, русский, испанский, арабский и японский, а также ведёт новостные ленты и др.